# Афогнак
Афогнак (енгл. Afognak) је острво САД које припада савезној држави Аљаска. Површина острва износи 1809 km². Према попису из 2000. на острву је живело 169 становника.